# Magda Krysztoforska-Beucher
 (août 2020).
Magdalena Krysztoforska-Beucher dite Magda Beucher, née le 29 mai 1985 à Varsovie est une chanteuse soprano et compositrice polonaise.

## Biographie
Magda Krysztoforska-Beucher étudie le chant à l’Université Fréderic Chopin de Varsovie et à l’Académie lyrique d’Osimo en Italie.
Elle est mariée au ténor franco-polonais David Beucher.
Pratiquant cinq langues, elle aborde des compositeurs tels que Mozart ou Britten, en passant par Verdi, Massenet ou Tchaïkovski,. Elle se produit également en récital, festivals et oratorios.
Elle fait partie du groupe Magda & David Beucher.

## Prix et récompenses
- 2014 : 2e prix du 11e concours international de chant "Citta' di Pesaro" à Pesaro[2]'